# オートクレーブ養生した軽量気泡コンクリート
オートクレーブ養生した軽量気泡コンクリート（オートクレーブようじょうしたけいりょうきほうコンクリート、autoclaved lightweight aerated concrete、略称ALC）は、高温高圧多湿養生を意味するオートクレーブ処理で製造管理された軽量気泡コンクリートである。

## 概要
建築現場で作られる軽量気泡コンクリートとは異なり、主に設備の整った工場で製造される。ALCパネル (autoclaved lightweight aerated concrete panels) として、主に5階建て程度までの中低層建築物の外壁や床板、超高層マンションの廊下・バルコニー側の外壁、鉄骨造の倉庫や工場の外壁で用いられることが多い。
無機質材料を原料にしていることから法定不燃材料として認定され、加えてパネル内部に気泡を有し、コンクリートに比べて約1/4程度の重量であることから、他の建築材料と併用して高層建築物の間仕切り壁や防火区画などで用いられる。軽量とはいえ、幅600 mm、長さ3,000 mm を越えるパネルを運搬するには複数人の人力が必要となり、通常はクレーンなどの揚重機を用いて搬入する。
地盤の地耐力が低く、経年変化により地盤沈下が起こりやすい軟弱地盤に、一戸建住宅や小規模建築物を建設する際には、建物の総重量の軽減化や工期の短縮を目的としてALCパネルを採用することがある。一般的な鉄筋コンクリート構造では鉄筋工事による配筋、柱・梁・スラブ等の型枠工事、コンクリートの打設によるコンクリート工事を経て構造体を構築するのに対し、ALCパネルを用いた建物では切断加工した既製品を建設現場でクレーンなどの揚重機を用いて吊り下げて鉄骨の柱や梁に固定して外壁や床の構造体ができあがることから工事工期の短縮が期待される。狭小敷地や隣接建物が迫っている区画などでは上空からALCパネルを吊り下げることで外壁ができあがり、コンクリート造では困難な場所でも施工できる場合が多い。
標準的な鉄筋コンクリート構造の建物では構造物全体が連続した一体化した構造体であるのに対して、ALCパネルを用いた鉄骨造では鉄骨とALCパネルは金属ジョイントを介して接合される。地震などの大きな外部応力が加わった際には主要構造部の鉄骨とALCパネル本体では別々の挙動をするため主要構造部の変形追従性を考慮した各種ジョイント金具は各メーカー又は専門鋼材店より市販されている。

## 標準と規格
標準としては、JIS に JIS A 5416「軽量気泡コンクリートパネル」がある。
隣接した建物相互の延焼や建物内部にあっては隣接室同士の類焼を防ぐために建物の耐火性能は建築基準法施行令の第107条や国土建設省告示（平成12年建設省告示1399号）により規定されており、屋根・床・外壁・間仕切壁等の各部位ごとに非損傷性・遮熱性・遮炎性の観点から耐火性能が定められている。
部位における耐火性能
| 部位   | パネル厚さ  | 耐火時間 | 関連告示又は個別認定番号 |
| ------ | ----------- | -------- | ------------------------ |
| 外壁   | 100 mm 以上 | 1時間    | 平成12年建設省告示1399号 |
| 間仕切 | 75 mm 以上  | 1時間    | 平成12年建設省告示1399号 |
| 屋根   | 75 mm 以上  | 30分     | 平成12年建設省告示1399号 |
| 床     | 100 mm 以上 | 1時間    | FP060FL-9119             |
| 床     | 120 mm 以上 | 2時間    | FP120RF-9120             |

### 物性
パネル内部に無数の気泡を有することから断熱性に優れ、熱伝導率はコンクリートの約1/10である。
| 名称         | 熱伝導率(W/m･K) |
| ------------ | --------------- |
| ALC          | 0.17            |
| コンクリート | 1.6             |

## 用途
住宅や小規模ビルでは主要構造は鉄骨造を用い外壁にALCという組み合わせが多く、外壁や屋根若しくは床板として用いられる。また、最近では首都圏等に多く建っているコンクリート造超高層集合住宅でもバルコニーや共用廊下部と居室間を隔てる外壁として用いられる。ALCパネル内部には網状の鉄筋が入っているがパネル自体に強度を期待するものではなく、応力の流れに合わせて裏側に鉄骨が配される。パネルそのものは断熱性能を有する大判パネルとして期待されることが主となる。外壁として使用される場合、防水の為に塗装を施す必要がある。

## 種類
各種用途や部位に応じ複数の厚みの製品が存在し、木造用にあっては燃えない木材としての位置付けで専用の鋸で切断加工が可能な 35 mm、 37 mm 及び 50 mm、中高層建築物の屋根・外壁・床板・間仕切壁・耐火被覆等で用いる 80（75）、100、120（125）、150 mm の製品群がある。外壁用のパネルにあっては装飾性を重視して凹凸を用いたデザインパネルやタイルを張った製品が存在する。

## 施工
指定の寸法に切断され現場へ納品されることが多く、幅は600 mm が標準寸法で、厚み100 mm のものは長さは3.0 - 3.5 m 程度で専用金物使用の場合が多く、厚み50 mm のものは長さ1.8 m  - 2.0 m が多くビス止めで、面取りされている。建て込み後にコーキングを行い、欠損部と、固定のために使った穴を埋めて仕上げる。

## 製品
日本への導入は1960年代前半に始まった。旭化成建材株式会社は、1960年（昭和35年）に旧ソビエト連邦から、1962年（昭和37年）に旧西ドイツから技術導入を行った。また、シポレックス（現 住友金属鉱山シポレックス）は、1962年（昭和37年）にスウェーデンから技術導入を行っている。
2005年現在、日本国内では以下のALC製品が販売されている。
- クリオン - クリオン株式会社
- シポレックス - 住友金属鉱山シポレックス株式会社
- ヘーベル - 旭化成建材株式会社